# Shinobu Ohno
Shinobu Ohno (大野 忍 Ōno Shinobu, født 23. januar 1984) er en japansk fodboldspiller, der spiller som angriber for det japanske hold INAC Kobe Leonessa og for Japans landshold, hvor hun fik debut i 2003. Hun vandt sølv med Japan ved sommer-OL 2012 i London. Hun har tidligere spillet for den franske klub Lyon i Division 1 Féminine og for den engelske klub Arsenal i FA Women's Super League.